# L'Opéra du gueux (film)
Ne pas confondre avec le film de Peter Brook nommé L'Opéra des gueux.
Pour plus de détails, voir Fiche technique et Distribution.
L'Opéra du gueux (Žebrácká opera) est un film tchécoslovaque réalisé par Jiří Menzel, sorti en 1991. 
C'est l'adaptation de la pièce du même nom de Václav Havel (1975), elle-même inspirée de l'opéra The Beggar's Opera de John Gay (1728).

## Fiche technique
- Titre original : Žebrácká opera
- Titre français : L'Opéra du gueux
- Réalisation : Jiří Menzel
- Scénario : Jiří Menzel et Václav Havel
- Pays d'origine : République tchèque
- Format : Couleurs - 35 mm - Stéréo
- Genre : comédie dramatique
- Durée : 94 minutes
- Date de sortie : 1991

## Distribution
- Josef Abrhám : Macheath
- Mahulena Bocanová : Vicky
- Jana Brezková : Mary Lockit
- Petr Brukner
- Nina Divísková : Elizabeth Peachum
- Veronika Freimanová : Lucy
- Katerina Frýbová : Diana
- Rudolf Hrusínský : JohnMenzel - Jiri
- Rudolf Hrusínský : Lockit
- Jeremy Irons : prisonnier
- Nada Kotrcova : Ingrid